# Anomalia di Konishi
In fisica teorica, l'anomalia di Konishi è la violazione della corrente di Noether associata a certe trasformazioni nelle teorie con supersimmetria N = 1, più precisamente la trasformazione cambia la fase di un supercampo chirale; non deve essere confusa con la R-simmetria, che pure dipende dalle variabili del superspazio fermionico. La divergenza della corrispondente corrente di Noether per la trasformazione di Konishi è diversa da zero ma può essere esattamente espressa usando il superpotenziale.
L'anomalia di Konishi prende il nome da Kenichi Konishi, professore ordinario di Fisica Teorica al Dipartimento di Fisica "Enrico Fermi" dell'Università di Pisa.